# عنکبوت‌های زره‌پوش
عنکبوت‌های زره‌پوش (Tetrablemmidae) نام خانواده‌ای از عنکبوتها است.
این خانواده ۲۹ سرده و ۱۲۶ گونه را دربر می‌گیرد.